# XXVII Giochi olimpici invernali
I XXVII Giochi olimpici invernali (in inglese XXVII Olympic Winter Games), informalmente noti come Salt Lake City 2034, si terranno a Salt Lake City e nello Utah, negli Stati Uniti d'America, dal 10 al 26 febbraio 2034.
L'assegnazione dell'evento è stata ufficializzata il 24 luglio 2024.
Salt Lake City ospiterà i Giochi invernali per la seconda volta, 32 anni dopo l'edizione del 2002, diventando la quinta città ad ospitare i Giochi invernali per almeno due volte, dopo Sankt Moritz (che ha ospitato le Olimpiadi invernali nel 1928 e 1948), Lake Placid (1932 e 1980), Innsbruck (1964 e 1976) e Cortina d'Ampezzo (1956 e 2026).
Complessivamente sarà la quinta edizione delle Olimpiadi invernali ospitata negli Stati Uniti, dopo la precedente edizione di Salt Lake City e quelle di Lake Placid 1932, Squaw Valley 1960 e Lake Placid 1980.

## Assegnazione
Secondo il nuovo approccio per la scelta dei territori ospitanti, Salt Lake City, candidata per l'edizione del 2030, è stata ufficializzata come sede dei Giochi invernali del 2034 durante la 142ª sessione del CIO svoltasi a Parigi il 24 luglio 2024, con 83 voti a favore, 6 contrari e 6 astensioni. Contestualmente è stata assegnata alle Alpi francesi l'organizzazione dell'edizione precedente.

## Sviluppo e preparazione

### Sedi di gara
La localizzazione degli impianti di gara e delle strutture di supporto è organizzata in due zone, con la previsione di riutilizzare le strutture costruite per i giochi del 2002 o impianti temporanei dove necessario.
|  | Impianti in funzione |  | Impianti in progetto o da ristrutturare |

#### Salt Lake City
| Città            | Impianto                  | Capacità | Inaugurazione                 | Sport                                       |
| ---------------- | ------------------------- | -------- | ----------------------------- | ------------------------------------------- |
| Salt Lake City   | Salt Lake City Ice Center | 16 070   | 1990 (ristrutturato nel 2017) | Pattinaggio di figura                       |
| Salt Lake City   | Salt Lake City Ice Center | 16 070   | 1990 (ristrutturato nel 2017) | Short track                                 |
| Salt Lake City   | Block 85                  | 25 000   | struttura temporanea          | Freestyle (Big Air)                         |
| Salt Lake City   | Block 85                  | 25 000   | struttura temporanea          | Snowboard (Big Air)                         |
| Salt Lake City   | Salt Palace               | 6 500    | 1995                          | Curling                                     |
| Salt Lake City   | Rice-Eccles Stadium       | 60 000   | 1927 (rinnovato nel 1998)     | Cerimonia di apertura Cerimonia di chiusura |
| West Valley City | Maverik Center            | 10 100   | 1997                          | Hockey su ghiaccio                          |
| Kearns           | Utah Olympic Oval         | 7 500    | 2001                          | Pattinaggio di velocità                     |

Strutture aggiuntive:
- Salt Lake City - piazza delle medaglie (Block 85), media centre (Salt Palace), villaggio olimpico (campus dell'University of Utah, 5 300 posti letto)

#### Wasatch Back
| Città     | Impianto                      | Capacità | Inaugurazione                        | Sport                            |
| --------- | ----------------------------- | -------- | ------------------------------------ | -------------------------------- |
| Midway    | Soldier Hollow                | 15 000   | 2000                                 | Biathlon                         |
| Midway    | Soldier Hollow                | 15 000   | 2000                                 | Combinata nordica                |
| Midway    | Soldier Hollow                | 15 000   | 2000                                 | Sci di fondo                     |
| Park City | Utah Olympic Park Jumps       | 15 000   | 1997                                 | Salto con gli sci                |
| Park City | Utah Olympic Park Jumps       | 15 000   | 1997                                 | Combinata nordica                |
| Park City | Pista dello Utah Olympic Park | 12 000   | 1997                                 | Bob                              |
| Park City | Pista dello Utah Olympic Park | 12 000   | 1997                                 | Skeleton                         |
| Park City | Pista dello Utah Olympic Park | 12 000   | 1997                                 | Slittino                         |
| Park City | Utah Olympic Park             | 8 000    | 2022/2023                            | Freestyle (cross)                |
| Park City | Utah Olympic Park             | 8 000    | 2022/2023                            | Snowboard (cross, parallelo)     |
| Park City | Park City Mountain Resort     | 12 000   | -                                    | Freestyle (halfpipe, slopestyle) |
| Park City | Park City Mountain Resort     | 12 000   | -                                    | Snowboard (halfpipe, slopestyle) |
| Park City | Deer Valley Resort            | 12 000   | - (ultima ristrutturazione nel 2023) | Freestyle (aerials, moguls)      |

Strutture aggiuntive:
- Heber City - eventuale villaggio olimpico aggiuntivo (diversi resort, 500 posti letto)

#### Impianti isolati
| Città | Impianto         | Capacità | Inaugurazione | Sport              |
| ----- | ---------------- | -------- | ------------- | ------------------ |
| Ogden | Snowbasin Resort | 19 000   | 1939          | Sci alpino         |
| Provo | Peaks Ice Arena  | 10 000   | 1997          | Hockey su ghiaccio |